# 图层
图层（英語：layer）在数字图像编辑中用于分离图像的不同元素。为便于理解，可以将图层比作透明胶片，可以在一幅图像之上或之下叠置这些透明胶片，以产生图像效果或构成新的图像。如今，图层已成为图像编辑器不可或缺的功能。

## 图层类型
图层有不同种类，且并不是每种软件都支持各种类别。它们代表图片的一部分，可以是像素，也可以是修改特效。图层重叠在一起，依据叠加顺序形成图像的最终外观。
在图形软件中，图层是可以绘制对象或图像文件的不同层级。在程序中，创建数字图像时可以堆叠、合并或定义图层。图层可以被部分遮挡，使图像的一部分显示出来或隐藏起来，还能够以半透明方式让两幅图像重叠。图层也可用于将两个或多个图像组合成单个数字图像。图层使得绘图者能够只修改特定图层，因此分图层保存图像可便于日后修改编辑。

## 图层（基本）
大多数软件提供的标准图层由矩形、半透明图片组成，可以叠加在其他层上。一些软件要求图层覆盖与画布相同的区域，但也有软件支持调整图层尺寸。
|  |  |

每个图层都可以进行单独的设置，例如不透明度、混合模式、动态滤镜和数百个其他属性。
|  |  |

## 图层蒙版
图层蒙版用于链接到图层，以便从图片中隐去其一部分。图层蒙版上涂黑的部分在最终图片中将不可见。灰色则表示或多或少的透明，取决于灰度。由于图层蒙版可独立于背景图层及其应用的图层进行编辑和移动，因此用户可以在编辑中测试各种不同的叠加组合。

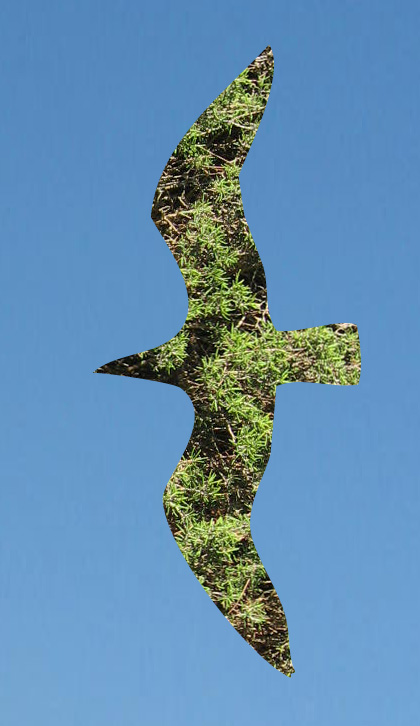
这张图片最底下是蓝色背景图层，该背景之上叠了一层针叶树图层，并使用海鸥形状的图层蒙版进行切割。

|  |  |  |

## 调整图层
调整图层的作用通常是将亮度或饱和度等常见效果应用于其他图层。不过，由于效果存储在一个单独的图层中，因此不会改变原始图层，而能够很容易地尝试、切换不同的特效。此外，调整图层也可以轻松编辑，就像图层蒙版一样，因此也可以仅将效果应用于图像的一部分。

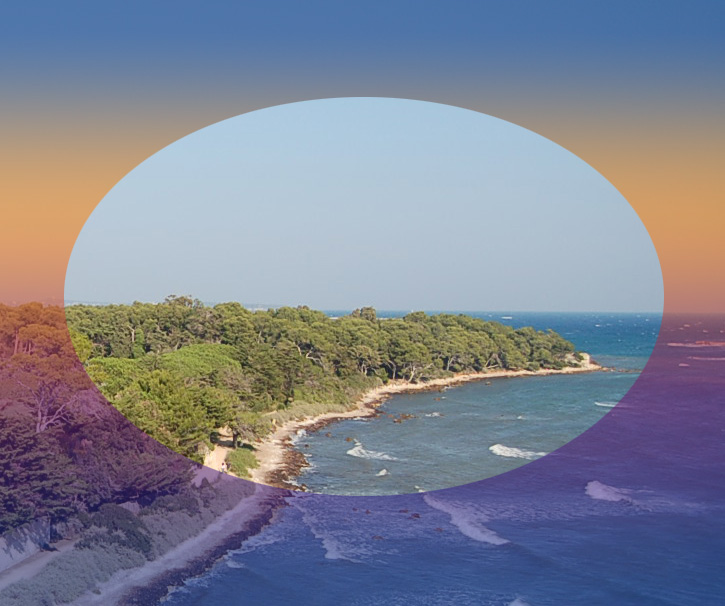
将渐变以调整图层的形式应用于图像，然后从中间切掉椭圆形，切掉的部分维持原样，不应用效果。